# Diana Romagnoli
Diana Romagnoli-Takouk (Männedorf, 14 de febrero de 1977) es una deportista suiza que compitió en esgrima, especialista en la modalidad de espada.
Participó en los Juegos Olímpicos de Sídney 2000, obteniendo una medalla de plata en la prueba por equipos (junto con Gianna Hablützel-Bürki y Sophie Lamon).
Ganó dos medallas de plata en el Campeonato Mundial de Esgrima, en los años 1999 y 2001, y una medalla de oro en el Campeonato Europeo de Esgrima de 2000.

## Palmarés internacional
| Juegos Olímpicos   | Juegos Olímpicos     | Juegos Olímpicos | Juegos Olímpicos   |
| Año                | Lugar                | Medalla          | Prueba             |
| ------------------ | -------------------- | ---------------- | ------------------ |
| 2000               | Sídney (Australia)   | Medalla de plata | Espada por equipos |
| Campeonato Mundial |                      |                  |                    |
| Año                | Lugar                | Medalla          | Prueba             |
| 1999               | Seúl (Corea del Sur) | Medalla de plata | Espada individual  |
| 2001               | Nimes (Francia)      | Medalla de plata | Espada por equipos |
| Campeonato Europeo |                      |                  |                    |
| Año                | Lugar                | Medalla          | Prueba             |
| 2000               | Funchal (Portugal)   | Medalla de oro   | Espada por equipos |